# Aleuas albinae
Aleuas albinae är en insektsart som beskrevs av Frédéric Carbonell 2008. Aleuas albinae ingår i släktet Aleuas och familjen gräshoppor. Inga underarter finns listade i Catalogue of Life.